# 柱NIGHT! with AKB48
『柱NIGHT! with AKB48』（はしらナイト ウィズ エーケービーフォーティーエイト）は、2020年4月からbayfmで放送されている生放送のラジオ番組。

## 概要
2006年11月からbayfmのラジオ番組『ON8+1』（当初の番組名は『ON8』）内の1コーナーとしてスタートしたが、2020年3月に同番組の終了に伴ってコーナー名を冠した単独番組として2020年4月より放送開始。『ON8』→『ON8+1』の番組内コーナー時代を含めると、通算放送期間は2021年11月で15年となり、AKB48がレギュラー出演する番組（コーナー）としてはテレビ・ラジオを通じて最も長く続いている。
メインDJは、『ON8+1』に引き続きAKB48の宮崎美穂が就任した。毎週1名から2名のAKB48のメンバーがゲストとして出演する。毎月最終週にはチャレンジ選抜としてメインパーソナリティ以外のメンバーがDJを務め、放送時間の関係で生放送では出演できない18歳未満のメンバーも出演できるように事前収録により放送される。
12月下旬には、『ON8+1』に引き続き特別番組『bayfm meets AKB48』を放送している。
宮崎は、2022年4月にAKB48を卒業することを控え同年2月20日の放送をもってメインDJを卒業。同年3月13日の放送から後任として向井地美音が就任した。
向井地は、2024年3月24日の放送をもってメインDJを卒業。同年4月7日の放送から後任として山内瑞葵が就任。さらに同年4月28日の放送より毎月第4週のメインDJとして小栗有以が就任。メインDJの交代に合わせて、コーナーも一新した。
同年6月30日の放送より日曜日が5週ある月の第5日曜日は特別企画として様々なメンバーがメインDJを務める。

## 出演者
いずれもAKB48メンバー

### レギュラー
メインパーソナリティ
- 山内瑞葵[注 4]（2024年4月7日 -  ）[4][5]

毎月第4週・メインDJ
- 小栗有以[注 5]（2024年4月28日 - ）[4][5]

### 過去のレギュラー、代演
メインパーソナリティ
- 宮崎美穂（2020年4月5日 - 2022年3月6日[注 3]）
- 向井地美音（2022年3月13日[注 3] - 2024年3月24日 ）

代演
- 武藤十夢（2022年7月3日） - 向井地が新型コロナウイルス感染により休演したため代演[7][8]。
- 込山榛香（2023年1月15日） - 向井地が体調不良により休演したため代演[9][10]。
- 岩立沙穂（2023年5月21日・7月9日） - 向井地が体調不良により休演したため代演[11][12] [13][14][15][16]。
- 大盛真歩（2024年12月15日） - 山内が体調不良により休演したため代演[17][18]。

コーナー担当
- 本田仁美 （2022年3月20日 - 2024年1月21日）- 本田仁美のHii to Me

チャレンジ選抜週・メインDJ
- チームキャプテン
  - チームA 岡部麟（2020年4月26日 - 2021年9月26日）
  - チームK 込山榛香（2020年5月31日 - 2021年10月31日）
  - チームB 岩立沙穂（2020年6月28日 - 2021年11月28日）
  - チーム4 村山彩希（2020年7月26日 - 2021年8月29日）
  - チームK 田口愛佳（2022年3月27日 - 2023年4月30日）
  - チームB 浅井七海（2022年2月27日 - 2023年5月28日）
  - チーム4 倉野尾成美（2022年1月30日 - 2023年6月25日）

チームAの担当月ではキャプテンが向井地であるため、他のメンバーがDJを務めることがあった。（2022年4月24日 - 2023年7月30日）

2023年8月のチーム制廃止に伴い2023年8月27日の放送からメインDJは様々なメンバーが務めていた。（2023年8月27日 - 2024年3月31日）

## コーナー
もう迷わない！ずっきー3択
不定期（2024年4月7日 -  ）
優柔不断な性格と皆から言われている山内が、リスナーから寄せられた様々な3択の質問を迷うことなく3秒で回答していくコーナー。
ピクピク！耳より雑学
不定期（2024年4月14日 -  ）
山内が、思わず耳を「ピクピク」と動かしちゃうくらいの耳よりな雑学をリスナーから募集して紹介していくコーナー。
ずっきーの！おあとがよろしいようで！
不定期（2025年1月11日 -  ）
山内が、リスナーから募集した様々なお題でなんとか頑張ってトークを広げていくコーナー。
いまのお芝居、どれでSHOW〜！
毎月第4日曜日（2024年6月23日 -  ）
演技を頑張りたい！という小栗によるチャレンジコーナー。
ゆいゆいのオトナのマナー講座
毎月第4日曜日（2025年5月25日 -  ）
小栗が、オトナの階段をのぼるために様々な場面でのマナーに関する勉強をするコーナー。

### 終了したコーナー
写真でふきだし隊
毎週（2020年4月5日 - 2024年3月24日）
出演者が持ち込んだ写真に吹き出しを付けて、リスナーや出演者が面白おかしくセリフをあてる。
ラッキーずっきーラジオ4年生
毎月第1日曜日、事前収録（2020年4月5日 - 2024年3月3日）
山内の近況報告、前月に募集したテーマについてトーク。
ゆいゆいワールド☆（ほし）
毎月第2日曜日、事前収録（2020年4月12日 - 2024年3月10日）
小栗の近況報告、前月に募集したテーマについてトーク。
みゃおクラス
毎月第3日曜日（日曜日が5週ある月は第4日曜日も放送）（2020年4月19日 - 2022年1月23日）
宮崎が興味を持っている韓国の芸能界を中心にトーク。
本田仁美のHii to Me
毎月第3日曜日、事前収録（2022年3月20日 - 2024年1月21日）
本田の近況報告、前月に募集したテーマについてトーク。
総監督は知っている
日曜日が5週ある月の第4日曜日（2022年5月22日 - 2024年3月17日）
向井地がAKB48メンバーへテーマに対してアンケートを行い、アンケートの回答紹介とランキングの発表。
もしもし！テレおん♪
（2024年2月18日）
向井地がリスナーととあるテーマについて生電話でおしゃべりするコーナー。